# Saturn Awards 2000
La 26ª edizione dei Saturn Awards si è svolta il 6 giugno 2000 in California, per premiare le migliori produzioni cinematografiche e televisive del 1999.

## Vincitori e candidati
I vincitori sono indicati in grassetto, a seguire gli altri candidati.

### Film

#### Miglior film di fantascienza
- Matrix (The Matrix), regia di Larry e Andy Wachowski[1]
- Star Wars: Episodio I - La minaccia fantasma (Star Wars: Episode I - The Phantom Menace), regia di George Lucas
- Il tredicesimo piano (The Thirteenth Floor), regia di Josef Rusnak
- eXistenZ, regia di David Cronenberg
- Galaxy Quest, regia di Dean Parisot
- Pitch Black, regia di David Twohy

#### Miglior film fantasy
- Essere John Malkovich (Being John Malkovich), regia di Spike Jonze[2]
- Austin Powers - La spia che ci provava (Austin Powers: The Spy Who Shagged Me), regia di Jay Roach
- La mummia (The Mummy), regia di Stephen Sommers
- Stuart Little - Un topolino in gamba (Stuart Little), regia di Rob Minkoff
- Tarzan, regia di Chris Buck e Kevin Lima
- Toy Story 2 - Woody e Buzz alla riscossa (Toy Story 2), regia di John Lasseter

#### Miglior film horror
- The Sixth Sense - Il sesto senso (The Sixth Sense), regia di M. Night Shyamalan[3]
- The Blair Witch Project - Il mistero della strega di Blair (The Blair Witch Project), regia di Daniel Myrick ed Eduardo Sanchez
- L'insaziabile (Ravenous), regia di Antonia Bird
- Il mistero di Sleepy Hollow (Sleepy Hollow), regia di Tim Burton
- Stigmate (Stigmata), regia di Rupert Wainwright
- Killing Mrs. Tingle, regia di Kevin Williamson

#### Miglior film d'azione/avventura/thriller
- Il miglio verde (The Green Mile), regia di Frank Darabont[4]
- Arlington Road - L'inganno (Arlington Road), regia di Mark Pellington
- Cielo d'ottobre (October Sky), regia di Joe Johnston
- Payback - La rivincita di Porter (Payback), regia di Brian Helgeland
- Il talento di Mr. Ripley (The Talented Mr. Ripley), regia di Anthony Minghella
- Il mondo non basta (The World Is Not Enough), regia di Michael Apted

#### Miglior attore
- Tim Allen - Galaxy Quest
- Keanu Reeves - Matrix (The Matrix)
- Brendan Fraser - La mummia (The Mummy)
- Bruce Willis - The Sixth Sense - Il sesto senso (The Sixth Sense)
- Johnny Depp - Il mistero di Sleepy Hollow (Sleepy Hollow)
- Liam Neeson - Star Wars: Episodio I - La minaccia fantasma (Star Wars: Episode I - The Phantom Menace)

#### Miglior attrice
- Christina Ricci - Il mistero di Sleepy Hollow (Sleepy Hollow)
- Heather Graham - Austin Powers - La spia che ci provava (Austin Powers: The Spy Who Shagged Me)
- Catherine Keener - Essere John Malkovich (Being John Malkovich)
- Sigourney Weaver - Galaxy Quest
- Carrie-Anne Moss - Matrix (The Matrix)
- Rachel Weisz - La mummia (The Mummy)

#### Miglior attore non protagonista
- Michael Clarke Duncan - Il miglio verde (The Green Mile)
- Alan Rickman - Galaxy Quest
- Laurence Fishburne - Matrix (The Matrix)
- Christopher Walken - Il mistero di Sleepy Hollow (Sleepy Hollow)
- Ewan McGregor - Star Wars: Episodio I - La minaccia fantasma (Star Wars: Episode I - The Phantom Menace)
- Jude Law - Il talento di Mr. Ripley (The Talented Mr. Ripley)

#### Miglior attrice non protagonista
- Patricia Clarkson - Il miglio verde (The Green Mile)
- Joan Cusack - Arlington Road - L'inganno (Arlington Road)
- Sissy Spacek - Sbucato dal passato (Blast From The Past)
- Miranda Richardson - Il mistero di Sleepy Hollow (Sleepy Hollow)
- Pernilla August - Star Wars: Episodio I - La minaccia fantasma (Star Wars: Episode I - The Phantom Menace)
- Geena Davis - Stuart Little - Un topolino in gamba (Stuart Little)

#### Miglior attore emergente
- Haley Joel Osment - The Sixth Sense - Il sesto senso (The Sixth Sense)
- Justin Long - Galaxy Quest
- Devon Sawa - Giovani diavoli (Idle Hands)
- Emily Bergl - Carrie 2 - la furia (The Rage: Carrie 2)
- Jake Lloyd - Star Wars: Episodio I - La minaccia fantasma (Star Wars: Episode I - The Phantom Menace)
- Natalie Portman - Star Wars: Episodio I - La minaccia fantasma (Star Wars: Episode I - The Phantom Menace)

#### Miglior regia
- Larry e Andy Wachowski - Matrix (The Matrix)[5]
- Tim Burton - Il mistero di Sleepy Hollow (Sleepy Hollow)
- Frank Darabont - Il miglio verde (The Green Mile)
- George Lucas - Star Wars: Episodio I - La minaccia fantasma (Star Wars: Episode I - The Phantom Menace)
- Dean Parisot - Galaxy Quest
- Stephen Sommers - La mummia (The Mummy)

#### Miglior sceneggiatura
- Charlie Kaufman - Essere John Malkovich (Being John Malkovich)
- Ehren Kruger - Arlington Road - L'inganno (Arlington Road)
- M. Night Shyamalan - The Sixth Sense - Il sesto senso (The Sixth Sense)
- Stephen Sommers - La mummia (The Mummy)
- Larry e Andy Wachowski - Matrix (The Matrix)
- Andrew Kevin Walker - Il mistero di Sleepy Hollow (Sleepy Hollow)

#### Miglior costumi
- Trisha Biggar - Star Wars: Episodio I - La minaccia fantasma (Star Wars Episode I: The Phantom Menace)
- Colleen Atwood - Il mistero di Sleepy Hollow (Sleepy Hollow)
- Kym Barrett - Matrix (The Matrix)
- John Bloomfield - La mummia (The Mummy)
- Marilyn Vance - Mystery Men
- Albert Wolsky - Galaxy Quest

#### Miglior trucco
- Nick Dudman e Aileen Seaton - La mummia (The Mummy)
- Stan Winston, Hallie D'Amore e Ve Neill - Galaxy Quest
- Nikki Gooley, Bob McCarron e Wendy Sainsbury - Matrix (The Matrix)
- Fae Hammond - L'insaziabile (Ravenous)
- Kevin Yagher e Peter Owen - Il mistero di Sleepy Hollow (Sleepy Hollow)
- Paul Engelen, Sue Love e Nick Dudman - Star Wars: Episodio I - La minaccia fantasma (Star Wars: Episode I - The Phantom Menace)

#### Migliori effetti speciali
- Rob Coleman, John Knoll, Dennis Muren e Scott Squires - Star Wars: Episodio I - La minaccia fantasma (Star Wars Episode I: The Phantom Menace)
- Stan Winston, Bill George, Kim Bromley e Robert Stadd - Galaxy Quest
- John Gaeta, Janek Sirrs, Steve Courtley e Jon Thum - Matrix (The Matrix)
- John Andrew Berton jr, Daniel Jeannette, Ben Snow e Chris Corbould - La mummia (The Mummy)
- Jim Mitchell, Joss Williams, Kevin Yagher e Mark S. Miller - Il mistero di Sleepy Hollow (Sleepy Hollow)
- John Dykstra, Henry Anderson, Jerome Chen e Eric Allard - Stuart Little - Un topolino in gamba (Stuart Little)

#### Miglior colonna sonora
- Danny Elfman - Il mistero di Sleepy Hollow (Sleepy Hollow)
- Jerry Goldsmith - La mummia (The Mummy)
- David Newman - Galaxy Quest
- Randy Newman - Toy Story 2 - Woody e Buzz alla riscossa (Toy Story 2)
- Thomas Newman - Il miglio verde (The Green Mile)
- Michael Nyman e Damon Albarn - L'insaziabile (Ravenous)

### Televisione

#### Miglior serie televisiva trasmessa da una rete
- L'incredibile Michael (Now and Again)
- Angel
- Buffy l'ammazzavampiri (Buffy the Vampire Slayer)
- Roswell
- Seven Days
- X-Files (The X-Files)

#### Miglior serie televisiva trasmessa via cavo
- Stargate SG-1
- Oltre i limiti (The Outer Limits)
- Star Trek: Deep Space Nine
- Amazon
- Farscape
- G vs E

#### Miglior presentazione televisiva
- La tempesta del secolo (Storm of the Century)
- Animal Farm
- Canto di Natale (A Christmas Carol)
- Viaggio al centro della Terra (Journey to the Center of the Earth)
- Magiche leggende (The Magical Legend of the Leprechauns)
- Thrill Seekers

#### Miglior attore televisivo
- David Boreanaz - Angel
- Richard Dean Anderson - Stargate SG-1
- Jason Behr - Roswell
- Ben Browder - Farscape
- Eric Close - L'incredibile Michael (Now and Again)
- Patrick Stewart - Canto di Natale (A Christmas Carol)

#### Miglior attrice televisiva
- Margaret Colin - L'incredibile Michael (Now and Again)
- Gillian Anderson - X-Files (The X-Files)
- Claudia Black - Farscape
- Shannen Doherty - Streghe (Charmed)
- Sarah Michelle Gellar - Buffy l'ammazzavampiri (Buffy the Vampire Slayer)
- Kate Mulgrew - Star Trek: Voyager

#### Miglior attore non protagonista televisivo
- Dennis Haysbert - L'incredibile Michael (Now and Again)
- Nicholas Brendon - Buffy l'ammazzavampiri (Buffy the Vampire Slayer)
- Colm Feore - La tempesta del secolo (Storm of the Century)
- Jeremy London - Viaggio al centro della Terra (Journey to the Center of the Earth)
- James Marsters - Buffy l'ammazzavampiri (Buffy the Vampire Slayer)
- Robert Picardo - Star Trek: Voyager

#### Miglior attrice non protagonista televisiva
- Justina Vail - Seven Days
- Charisma Carpenter - Angel
- Virginia Hey - Farscape
- Heather Matarazzo - L'incredibile Michael (Now and Again)
- Jeri Ryan - Star Trek: Voyager
- Amanda Tapping - Stargate SG-1

### Home media

#### Miglior edizione DVD/Blu-ray
- Free Enterprise
- Dal tramonto all'alba 3 - La figlia del boia (From Dusk Till Dawn 3: The Hangman's Daughter)
- Il gigante di ferro (The Iron Giant)
- La sindrome di Stendhal (The Stendhal Syndrome)
- Trekkies

## Premi speciali
- Life Career Award:
  - George Barris
  - Dick Van Dyke
- George Pal Memorial Award: Douglas Wick
- President's Award: Richard Donner
- Special Award: Jeffrey Walker